# Mixed Up (альбом The Cure)
Mixed Up — реміксовий альбом британського гурту The Cure, що містить їх основні хіти, а також абсолютно новий сингл «Never Enough», що вийшов в 1990 році.

## Список композицій
1. Lullaby (Extended Mix) — 7:43
2. Close to Me (Closer Mix) — 5:44
3. Fascination Street (Extended Mix) — 8:47
4. The Walk (Everything Mix) — 5:27
5. Lovesong (Extended Mix) — 6:19
6. A Forest (Tree Mix) — 6:55
7. Pictures of You (Extended Dub Mix) — 6:41
8. Hot Hot Hot! (Extended Mix) — 7:01
9. Why Can't I Be You? (Extended Remix) — 8:07 (відсутня на CD-версії)
10. The Caterpillar (Flicker Mix) — 5:40
11. In Between Days (Shiver Mix) — 6:22
12. Never Enough (Big Mix) — 6:07

## Учасники запису
- Роберт Сміт — вокал, гітара
- Саймон Геллап — бас-гітара
- Порл Томпсон — гітара
- Борис Вільямс — ударні